# 山田敏代
山田 敏代（やまだ としよ、1970年2月27日 - ）は、日本の元女子プロレスラー。埼玉県浦和市出身。豊田真奈美とのタッグで活躍した。

## 経歴・戦歴
1987年7月27日、全日本女子プロレスの埼玉県本庄市民体育館大会にて、対市川千秋戦でデビュー。同期に、豊田真奈美・三田英津子・下田美馬がいる。
三田とタッグチーム『ドリームオルカ』を結成、格闘技戦において先輩レスラーである堀田祐美子に勝利したが、その矢先に頸椎ヘルニアのため長期欠場となり医者からは引退を勧められたが、諦めずにリハビリテーションに励み復活する。
復帰後は井上京子とともにメキシコ遠征を行い、その後、豊田真奈美との「昭和62年組最強タッグ」としてWWWA世界タッグ王座を獲得するなど活躍、1997年にGAEA JAPANに移籍したが、古傷の頸椎を痛め2004年12月に現役から引退。
現役時代から渋谷区代々木上原で「居酒屋やまさん」を経営していたが、店を切り盛りしていた母親が亡くなったことにより2013年4月に閉店。同年6月からは先輩のブル中野が経営するBAR『中野のぶるちゃん』のスタッフとなった。中野からは『山さん』の愛称で呼ばれ公私ともに信頼されており大変可愛がられている。
『中野のぶるちゃん』閉店後は、受け継ぐ形で2019年5月1日にBAR『中野のぱわすぽ』を開店させた。

2020年4月12日をもって、新型コロナウイルスの影響もあり『中野のぱわすぽ』を閉店。
現在は、清心館空手 初段取得。元全日本女子プロレスOG・ナンシー久美と共に指導員を行っている。

## 得意技
- エルボー・カッター
- リバース・ゴリースペシャルボム
- スピン・レッグラリアット
- ストレッチマフラー・ホールド
- クイックゴリー・スペシャルボム

## タイトル歴
- WWWA世界タッグ王座
- オールパシフィック王座
- 全日本タッグ王座
- 全日本ジュニア王座
- UWA世界女子タッグ王座

## 入場テーマ曲
- 軍馬のテーマ（TVアニメーション「F―エフ―」サウンドトラックに収録）
- The Victory Road（「完全版全日本女子プロレステーマ曲集」に収録）
- FIRE（「GAEA REC」に収録）